# خليل عزمي العاني
خليل عزمي بك بن إبراهيم العاني (1891 - 8 يناير 1956) كاتب وشاعر وصحفي وسياسي عراقي في العهد العثماني والملكي. ولد في بغداد أو يقال كربلاء. التحق بمكتب الرشدية، ثم بدار المعلمين ودرس على طه الشيرواني علوم العربية والتصوف. تأثر بآراء هبة الدين الشهرستاني الإصلاحية. عمل معلمًا في المدارس الابتدائية في مدينة النجف وبغداد، وكاتبًا، ومدير تحرير، وتنقل في عدة مناصب إدارية في عدد من المدن العراقية. أصدر جريدة الميزان في الثالث من أغسطس 1952. كان سكرتيرًا للمجلس الحربي والمجلس المحلي، ولعب دورًا سياسيًا في ثورة العشرين وسجن بعد انتهائها. توفي في بغداد. له عدة مؤلفات في موضوعات شتى، رواية دلال وتاريخ بني إسرائيل قديم والإدارة أمراضها وأشكالها وديوان شعر.

## سيرته
ولد خليل عزمي بن إبراهيم العاني في مدينة بغداد أو يقال كربلاء - جنوبي العراق - في سنة 1891 / 1309 هـ. التحق بمكتب الرشدية، ثم بدار المعلمين الليلية في بغداد، ودرس العلوم التي كانت سائدة آنذاك، وتأثر بآراء هبة الدين الشهرستاني الإصلاحية، ودرس على طه الشيرواني علوم العربية والتصوف. عمل ضابطاً في الجيش العثماني خلال الحرب العالمية الأولى، ثم معلمًا في المدارس الابتدائية في مدينة النجف وبغداد، وكاتبًا، ومدير تحرير، ومدير ناحية، وقائمقام في عدد من المدن العراقية، ثم متصرفًا (محافظًا) في مدن ديالى ثم الديوانية والموصل، ومفتشًا إداريًا في وزارة الداخلية. أصدر جريدة الميزان في الثالث من أغسطس 1952. كان سكرتيرًا للمجلس الحربي والمجلس المحلي، ولعب دورًا سياسيًا في ثورة العشرين وسجن بعد انتهائها، وكذلك له دور في محاربة الفساد، والدعوة إلى الإصلاح والحرية الفكرية.
توفي في بغداد في 8 يناير 1956/ 25 جمادى الأولى 1375 هـ.

## شعره
```
قال عنه 
عبد العزيز سعود البابطين
 في معجمه "شاعر مناسبات مع نزعة وطنية قومية اقترنت بمواقف عملية في مجالي الجهاد والإبداع. يعالج موضوعات مألوفة، خاصة الإخوانيات الشعرية والمراسلات بينه وبين أصدقائه، مثل الإشادة بصفات صديق، ومعاتبة آخر، ووصف تقلب سجايا البشر. وله قصائد في التعبير عن القضايا المعاصرة، منها ما يتأسى فيه على فلسطين، ومنها ما يحيي فيه أول علم عربي رفع في دار متصرف الثورة. وله نماذج في التشطير 
والتخميس
، خاصة مع الفاروق الموصلي."
```

## أوسمة وجوائز
- وسام الشجاعة عن تميزه في الحرب العالمية الأولى
- وسام الرافدين من الدرجة الخامسة عن دوره الإداري.

## مؤلفاته
- الأنجم الزهر، مخطوط.
- الله والروح، 1941
- تاريخ بني إسرائيل القديم، 1947
- دلال أو المرأة الصالحة، قصة طويلة، 1948
- السراج الوهاج في إعجاز القرآن ،1952
- بين الشيعة والسنة، 1952
- الإدارة أمراضها وأشكالها
- ديوان شعر

## وصلات خارجية
- في معجم البابطين لشعراء العربية في القرنين التاسع عشر والعشرين